# 소백수
소백수(小白水)는 조선민주주의인민공화국 량강도 삼지연시 천지에서 발원하여 백두산지구에서 압록강으로 유입하는 하천이다. 근처에 소백수골이 있으며, 백두산 밀영이 있다.

## 같이 보기
- 소백수체육단